# فیلیس کول
فیلیس کول (انگلیسی: Phyllis Covell; ۲۲ مهٔ ۱۸۹۵ – ۲۸ اکتبر ۱۹۸۲) تنیس‌باز اهل بریتانیا بود.
وی در مسابقات کشوری و بین‌المللی در مجموع برندهٔ ۱ مدال نقره شده‌است.